# 神奈川県立五領ヶ台高等学校
神奈川県立五領ヶ台高等学校（かながわけんりつ ごりょうがだいこうとうがっこう）は、かつて神奈川県平塚市片岡にあった県立高等学校。高校百校新設計画により設立された学校であったが、2009年4月に神奈川県立神田高等学校と統合し、単位制普通科高校の神奈川県立平塚湘風高等学校に再編され、32年の歴史に幕を下ろし閉校した。

## 概要
旧学区制度のもとでは、平塚学区のうち学力的には中下位校の順位にあった。一般コースと外国語コースがあり、「一般コース」では、2学年で文系、理系を選択し、3年生では3類型がある。「外国語コース」では、二人の外国人講師による楽しい英会話、LL教室、大型テレビ等を備えた教室で少人数授業を展開している。在校生は約356名。
設立当初は、普通科のみの高校だった。
最盛期には、1学年500人12クラス、全学年合計1500人超の大規模校であった。
体育の授業では、1学年の半分、6クラス合同での体育を行ったりと、一部実験校としての扱いもあった。自転車通学の生徒が大多数だった為、急坂を自転車で下り、坂の下の民家の生垣に突っ込む生徒が続出し、自転車に突っ込まれる民家が生垣を諦め、ブロック塀に変更したことがある。
冬場、金旭中学から回りこむ坂道が凍結し、自転車が登れない事態が発生したりした。
また、校門が北側を向いており、冬場、校門前の坂が凍り、校舎に遮られて太陽光が届かないために凍結した坂が溶けずに、校門前で転倒する生徒が後を絶たない事があった。
開校以来数年間、校歌が制定されなかった為、卒業式では平塚市歌が歌われていた。

## 進学
- 『指定推薦校』

神奈川大、神奈川工科大、産能大、玉川大、湘南工科大、国士舘大、東京工芸大、和泉短大、田中千代学園短大、小田原女子短大、産能短大、湘北短大、湘南国際女子短大、他　

## 同窓会
2009年4月29日の第23回総会をもって同窓会は終了した。神田高校同窓会と協議のもと、平塚湘風高校同窓会準備会五領ヶ台部会に引き継がれた。

## 跡地
2017年（平成29年）４月に「神奈川県立子ども自立生活支援センター」が開設された。また、地元住民よりその施設を緊急避難場所にしてほしい、との要望がある。

## 歴史
- 1977年（昭和52年） - 平塚市立太洋中学校（神奈川県平塚市高浜台7-1）の校舎一棟を借用し開校。一期生は4クラス約180名
- 1978年（昭和53年） - 本校舎が完成し移転。二期生を迎える。神奈川県立二宮高等学校が同校で開校。
- 1983年（昭和58年） - 校歌制定
- 2009年（平成21年）3月7日の完校式、同4月29日の同窓会総会をもって閉校。残された校舎は県・市によって再活用の検討が進められる。
- 2011年（平成23年） - 校舎解体。

## 著名な出身者
- 河合美智子（女優）1年秋まで在学
- 福井裕佳梨（グラビアアイドル・声優）
- 脇知弘（俳優）
- 杉山明美（元バレーボール選手）
- 朝弁慶大吉（元大相撲力士）
- 安部真弘（漫画家）
- 佐藤健（元サッカー選手）
- Dr.モロー（漫画家）